# St. Lo
Die USS St. Lo (CVE-63), vormals USS Chapin Bay bzw. Midway, war ein Geleitflugzeugträger der Casablanca-Klasse in Diensten der United States Navy während des Zweiten Weltkrieges im Pazifikraum. Der Träger, der im Oktober 1943 bei der US-Marine in Dienst gestellt wurde, sank nach nur einem Jahr Dienstzeit während der Schlacht von Samar nach einem verheerenden Kamikazetreffer am 25. Oktober 1944.

## Technik
Die St. Lo war 156,2 Meter lang und maximal 32,9 Meter breit, der Tiefgang lag bei 6,9 Metern, die Einsatzverdrängung bei 10.400 Tonnen. Der Antrieb aus vier auf zwei Wellen wirkenden Kolbendampfmaschinen mit 9000 PS Gesamtleistung brachte das Schiff auf eine Höchstgeschwindigkeit von 19 Knoten. Die Reichweite betrug bei 15 Knoten Marschgeschwindigkeit 10.200 Seemeilen. Neben der Rohrbewaffnung aus einem 127-mm-Geschütz, acht 40-mm-Zwillingsflaks und 20 20-mm-Maschinenkanonen verfügte der Träger über einen Carrier Air Wing mit etwa 25 bis 30 Flugzeugen, meist ein „composite squadron“ (dt. „kombiniertes Geschwader“) aus Jagdflugzeugen und Torpedobombern für U-Jagdeinsätze.

## Geschichte

### Bau und Indienststellung
Der Träger wurde am 23. Januar 1943 als zukünftige Chapin Bay bei den Kaiser Shipyards in Vancouver, Washington auf Kiel gelegt. Am 17. August 1943 lief der Träger, dessen zukünftiger Name am 3. April auf Midway geändert worden war, vom Stapel, die Indienststellung bei der US-Marine erfolgte am 23. Oktober 1943 nach nur neun Monaten Gesamtbauzeit unter dem Kommando von Captain Francis J. McKenna. Nach der Indienststellung wurde der Träger vor der US-Westküste erprobt.

### Erste Einsätze und Umbenennung
Nach zwei Fahrten nach Hawaii und einem Besuch in Australien wurde die Midway im Juni 1944 der Carrier Support Group 1 unter Konteradmiral Gerald F. Bogan zugeteilt, die die amerikanischen Operationen gegen die Marianen unterstützen sollte. Am 15. Juni sicherten die Flugzeuge der Midway die amerikanische Landung auf Saipan, am 23. Juli lieferten sie Luftunterstützung für die US-Truppen auf Tinian. Am 13. September 1944 lief die Midway nach Morotai, wo ihre Bordflugzeuge zwei Tage später erste Luftangriffe flogen. Die Operation dauerte bis zum 23. September, dann lief der Träger nach Palau, wo er am 3. Oktober eintraf. Am 10. Oktober wurde die Midway im Gedenken an die Schlacht um Saint-Lô in St. Lo umbenannt, um den Namen Midway für einen neuen Flottenflugzeugträger freizumachen.

### Schlacht um Leyte

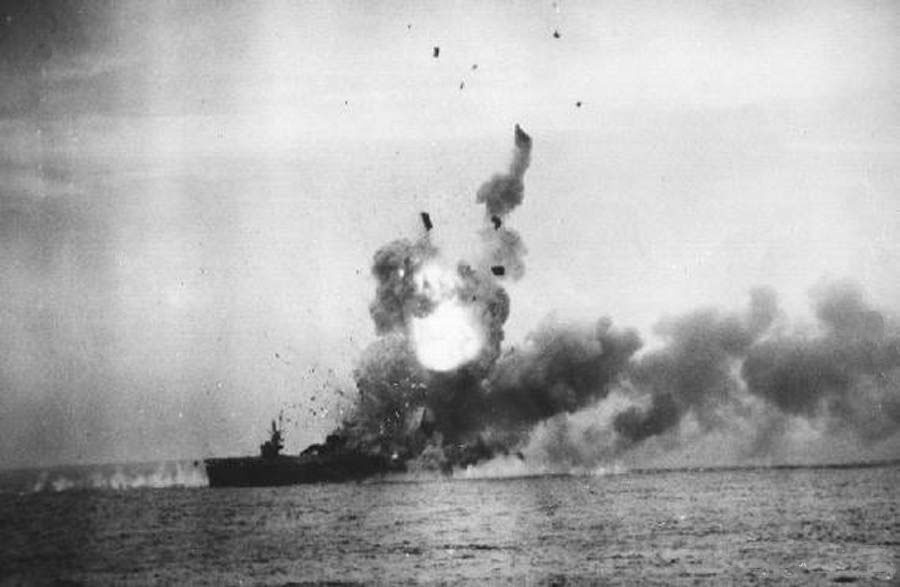
Kamikaze-Treffer auf der St. Lo

Am 12. Oktober lief die St. Lo von Palau in Richtung der philippinischen Insel Leyte, wo ihre Flugzeuge Luftabschirmung gegen feindliche Flugzeuge und Luftnahunterstützung während der Bombardierung und amphibischen Landungen der amerikanische Truppen leisten sollten. Die St. Lo gehörte zur Geleitträger-Einheit „Taffy 3“ (TU 77.4.3), die aus sechs Geleitträgern mit sieben Zerstörern bestand. An der Ostküste von Leyte und auf Samar griffen die Flugzeuge der St. Lo von 18. bis 24. Oktober Flugplätze und andere militärische Ziele an. Am 25. Oktober 1944 waren die übrigen Träger von Taffy 3 für Luftangriffe gegen die Landungsstrände eingeteilt, während die St. Lo für die Abschirmung gegen feindliche Angriffe von See eingeteilt war. Am Morgen startete von Bord der St. Lo eine U-Boot-Patrouille aus vier Flugzeugen.
Die Schlacht vor Samar begann um 06:47 Uhr, als der Pilot einer TBM Avenger von der St. Lo die Sichtung eines großen japanischen Kampfverbandes aus vier Schlachtschiffen, sechs schweren und leichten Kreuzern und Zerstörern aus West-Nordwest meldete. Zur gleichen Zeit entdeckte der Ausguck der St. Lo ebenfalls die charakteristischen Aufbauten der japanischen Schlachtschiffe am Horizont. Admiral Takeo Kurita ließ um ca. 06:58 Uhr das Feuer auf den US-Verband eröffnen. In den nächsten 90 Minuten kamen feuernde japanische Kreuzer und Zerstörer bis auf 9.100 m an die USS St. Lo heran. Viele feindliche Salven trafen kurz vor dem Schiff ins Wasser oder überflogen es knapp. Die US-Geleitträger und -Zerstörer legten während des Gefechts eine künstliche Nebelwand um den Verband. Diese Nebelwand und eine natürliche Regenfront verhinderten einen gezielten Beschuss von Taffy 3. Dazu wurden die japanischen Kriegsschiffe durch Attacken der US-Zerstörer und Flugzeugangriffe behindert. Die Flugzeugangriffe wurden neben den Flugzeugen von Taffy 3 auch von Flugzeugen zweier weiter südlich stehender US-Flugzeugträger-Verbände durchgeführt.
Die St. Lo schoss mit ihrem einzigen 127-mm-Geschütz während der Schlacht zurück. Die Besatzung der St. Lo behauptete nach der Schlacht, dass drei Granaten einen feindlichen Kreuzer getroffen hätten. Die St. Lo selbst wurde während des Gefechts nicht getroffen. Falls die Granaten der St. Lo tatsächlich den japanischen Kreuzer getroffen haben, wofür es nur US-Soldaten der Bordbesatzung als Zeugen gibt, wäre das Schiff der bislang einzige Flugzeugträger weltweit, der ein gegnerisches Kriegsschiff mit Bordwaffen getroffen hat.
Nach den massiven Angriffen der US-amerikanischen Flugzeuge sowie der Zerstörer musste die japanische Flotte schließlich abdrehen. Durch US-Flugzeuge waren drei japanische Kreuzer versenkt und ein weiterer schwer beschädigt worden.
Gegen Mittag wurde die Geleitträgereinheit Taffy 3 das Ziel von Kamikazeangriffen. Ein Flugzeug traf die St. Lo, durchschlug das Flugdeck und explodierte in den unteren Hangars, in denen Flugzeuge des Trägers aufgetankt wurden. Es brach ein großes Feuer aus und nach einer halben Stunde sank das Schiff. Insgesamt fanden 163 Besatzungsmitglieder den Tod.